# Nordkap (Provinz)
Die Provinz Nordkap (afrikaans Noord-Kaap, englisch Northern Cape, setswana Kapa Bokone, isiXhosa Mntla-Koloni) liegt im Nordwesten der Republik Südafrika. Die Provinz ist die flächenmäßig größte Provinz Südafrikas (etwa 30,5 % der Fläche), zugleich aber auch die am geringsten besiedelte.
Die Provinz Nordkap grenzt im Westen an den Atlantischen Ozean und im Norden an Botswana und Namibia. Die Provinz wurde 1994 gebildet, als die Kapprovinz neu gegliedert wurde.

## Distrikte mit den Gemeinden

Nordkap mit seinen Distrikten (2016)

Die Provinz gliedert sich in fünf Distrikt- und 26 Lokalgemeinden.
|    | Distrikt                                        | Lokalgemeinden                                                                                |
| -- | ----------------------------------------------- | --------------------------------------------------------------------------------------------- |
| 1. | Frances Baard                                   | Dikgatlong, Magareng, Phokwane und Sol Plaatjie                                               |
| 2. | John Taolo Gaetsewe (früher Kgalagadi District) | Gamagara, Ga-Segonyana und Joe Morolong                                                       |
| 3. | Namakwa (Namaqua)                               | Hantam, Kamiesberg, Karoo Hoogland, Khâi-Ma, Nama Khoi und Richtersveld                       |
| 4. | Pixley Ka Seme                                  | Emthanjeni, Kareeberg, Renosterberg, Siyancuma, Siyathemba, Thembelihle, Ubuntu und Umsobomvu |
| 5. | ZF Mgcawu                                       | Dawid Kruiper, Kai ǃGarib, Kgatelopele, ǃKheis und Tsantsabane                                |

## Städte und Orte
Über 50.000 Einwohner
- Kimberley
- Upington

10.000 bis 50.000 Einwohner
- Barkly West
- Colesberg
- De Aar
- Jan Kempdorp
- Kathu
- Kuruman
- Postmasburg
- Prieska
- Springbok
- Victoria West
- Warrenton

weniger als 10.000 Einwohner
- Alexander Bay
- Carnarvon
- Fraserburg
- Garies
- Griekwastad
- Groblershoop
- Hartswater
- Keimoes
- Orania
- Pofadder
- Port Nolloth
- Strydenburg
- Sutherland
- Vanderkloof
- Williston

## Politik

Sitzverteilung in der Provinzversammlung des Nordkaps:
EFF (3)
ANC (18)
DA (8)
VF+ (1)

Bei den Wahlen 2019 zur Provincial Legislature blieb der ANC in der Provinz Nordkap trotz Verlusten die stärkste Partei. Die Mandate verteilen sich wie folgt.
| Partei                          | Sitze | +/− |
| ------------------------------- | ----- | --- |
| African National Congress (ANC) | 18    | −2  |
| Democratic Alliance (DA)        | 08    | +1  |
| Economic Freedom Fighters (EFF) | 03    | +1  |
| Vryheidsfront Plus (VF+)        | 01    | +1  |
| Summe                           | 30    |     |

## Nationalparks und Naturschutzgebiete
Nationalparks
- Augrabies-Falls-Nationalpark
- Kgalagadi-Transfrontier-Nationalpark (teilweise früher Kalahari-Gemsbok-Nationalpark)
- Mokala-Nationalpark
- Namaqua-Nationalpark
- Richtersveld-Nationalpark
- Tankwa-Karoo-Nationalpark

Naturschutzgebiete
| - Akkerendam Nature Reserve - Benfontein Nature Reserve - Billy Duvenhage Nature Reserve - Carnarvon Nature Reserve - Die Bos Nature Reserve - Doornkloof Nature Reserve - Dronfield Nature Reserve - Goegap Nature Reserve - Kamfersdam - Karoo Gariep Conservancy - Molyneux Nature Reserve | - Nieuwoudtville Wild Flower Reserve - Oorlogskloof Nature Reserve - Riemvasmaak Community Conservancy - Rolfontein Nature Reserve - Skilpad Wildflower Reserve - Spitzkop Nature Reserve - Tierberg Nature Reserve - Tswalu Kalahari Reserve - Victoria West Nature Reserve - Witsand Nature Reserve |

## Demografie

Verteilung der Sprachen im Nordkap (Zensus 2001):
Afrikaans
Englisch
isiXhosa
Setswana
keine dominierende Sprache

Nach den Ergebnissen der Volkszählung von 2011 rechneten sich 50,4 % der schwarzen Bevölkerungsgruppe zu, 40,3 % den Coloureds, 7,1 % den Weißen und 0,7 % den Indern und Asiaten. Afrikaans gaben 53,76 % der Bevölkerung als Muttersprache an, Setswana 33,08 %, isiXhosa 5,34 %, Englisch 3,36 %, Sesotho 1,25 %.

### Einwohnerentwicklung
Die folgende Übersicht zeigt die Einwohnerzahlen nach dem jeweiligen Gebietsstand seit der Volkszählung 1996.
| Jahr          | Einwohnerzahl |
| ------------- | ------------- |
| 1996 (Zensus) | 1.011.864     |
| 2001 (Zensus) | 0.991.919     |
| 2011 (Zensus) | 1.145.861     |
| 2017          | 1.213.996     |
| Juni 2021     | 1.303.047     |
| 2022 (Zensus) | 1.355.945     |